# Marianne Jørgensen (forfatter)
 Der er flere personer med dette navn, se Marianne Jørgensen.
Marianne Jørgensen (født 1966) er en dansk forfatter, foredragsholder, samt klummeskribent på Landbrugsavisen.
Jørgensen er oprindeligt uddannet lærer. Hun er gift med Henry Jørgensen og har tre børn.